# حاسا
حاسا یک منطقهٔ مسکونی در عربستان سعودی است که در استان مدینه واقع شده‌است.